# Chanh kiên
Chanh kiên (danh pháp hai phần: Citrus × limonia) là cây ăn quả thuộc chi Cam chanh.
Cây chanh kiên được trồng ở Trung Quốc, Lào, Campuchia, Việt Nam (Quảng Trị, Đà Lạt).

## Đặc điểm
Cây bụi, cao từ 2 m đến 5 m. Hoa trắng pha màu tía hay tím. Quả có kích thước 2 cm x 1,7 cm hoặc thuôn tròn, đường kính 2,5 cm, có u ở đỉnh, vỏ mỏng, nhẵn và dễ tróc, màu vàng cam. Quả chia ra 10 - 12 múi, mỗi múi chứa 2 - 3 hạt, thịt quả rất chua.
Cây ra hoa vào tháng 3 đến tháng 5, mùa quả từ tháng 7 đến tháng 9.

## Sử dụng
- Quả để ăn tươi.
- Vỏ quả có tinh dầu, dùng chế rượu chanh.
- Đọt và lá non làm gia vị.
- Lá, rễ vỏ, quả chanh dùng làm thuốc.

## Hình ảnh

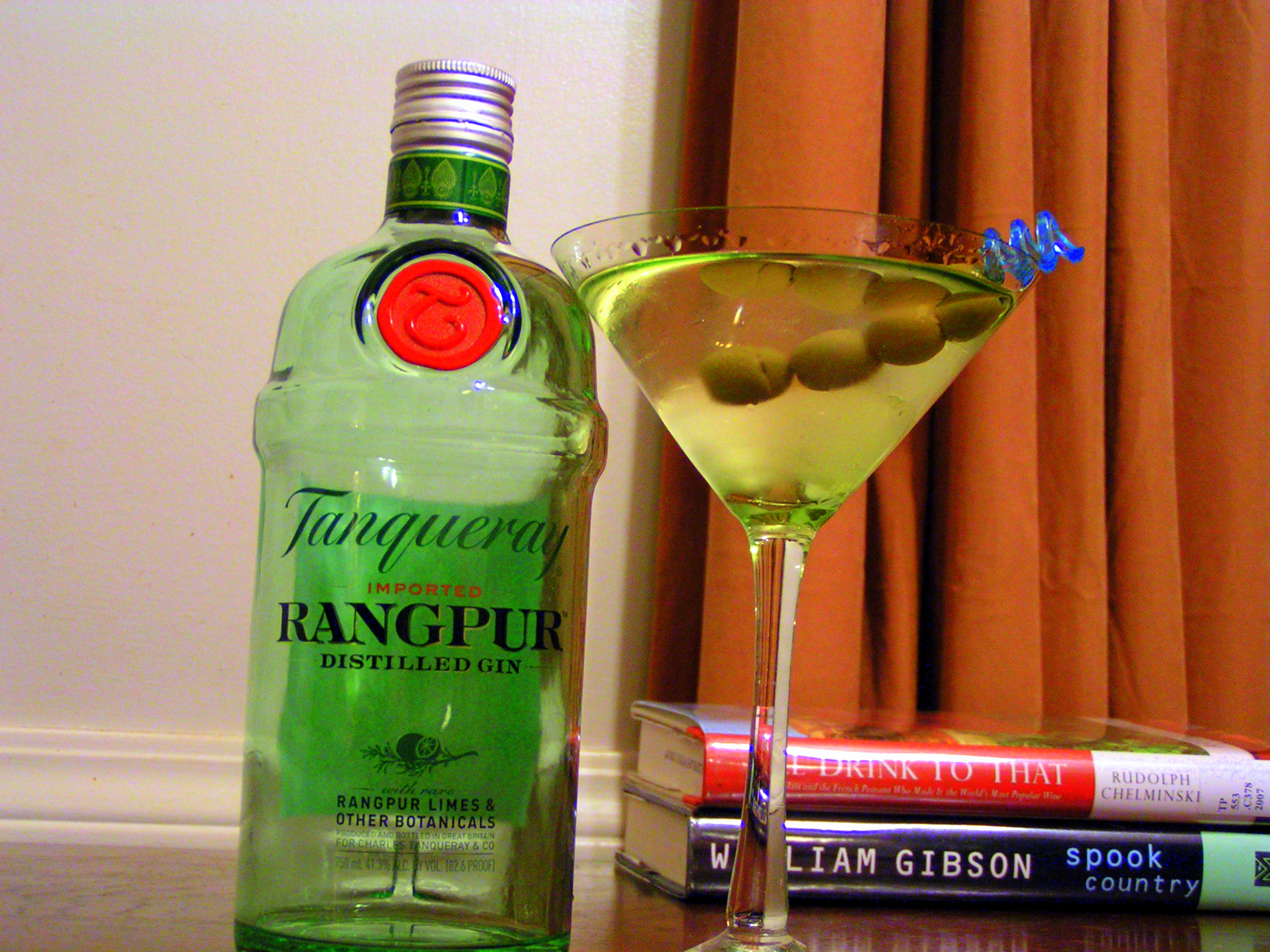
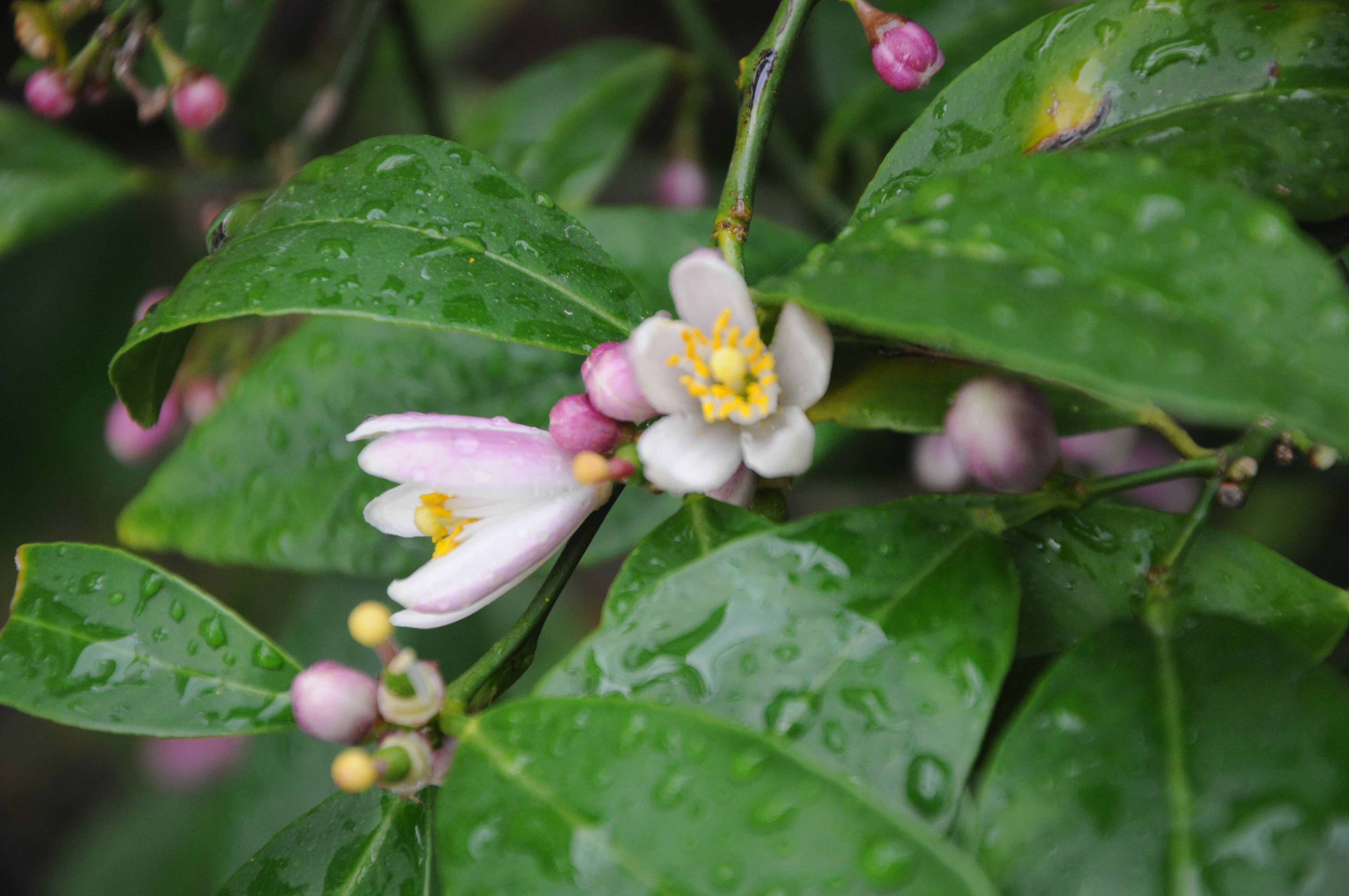
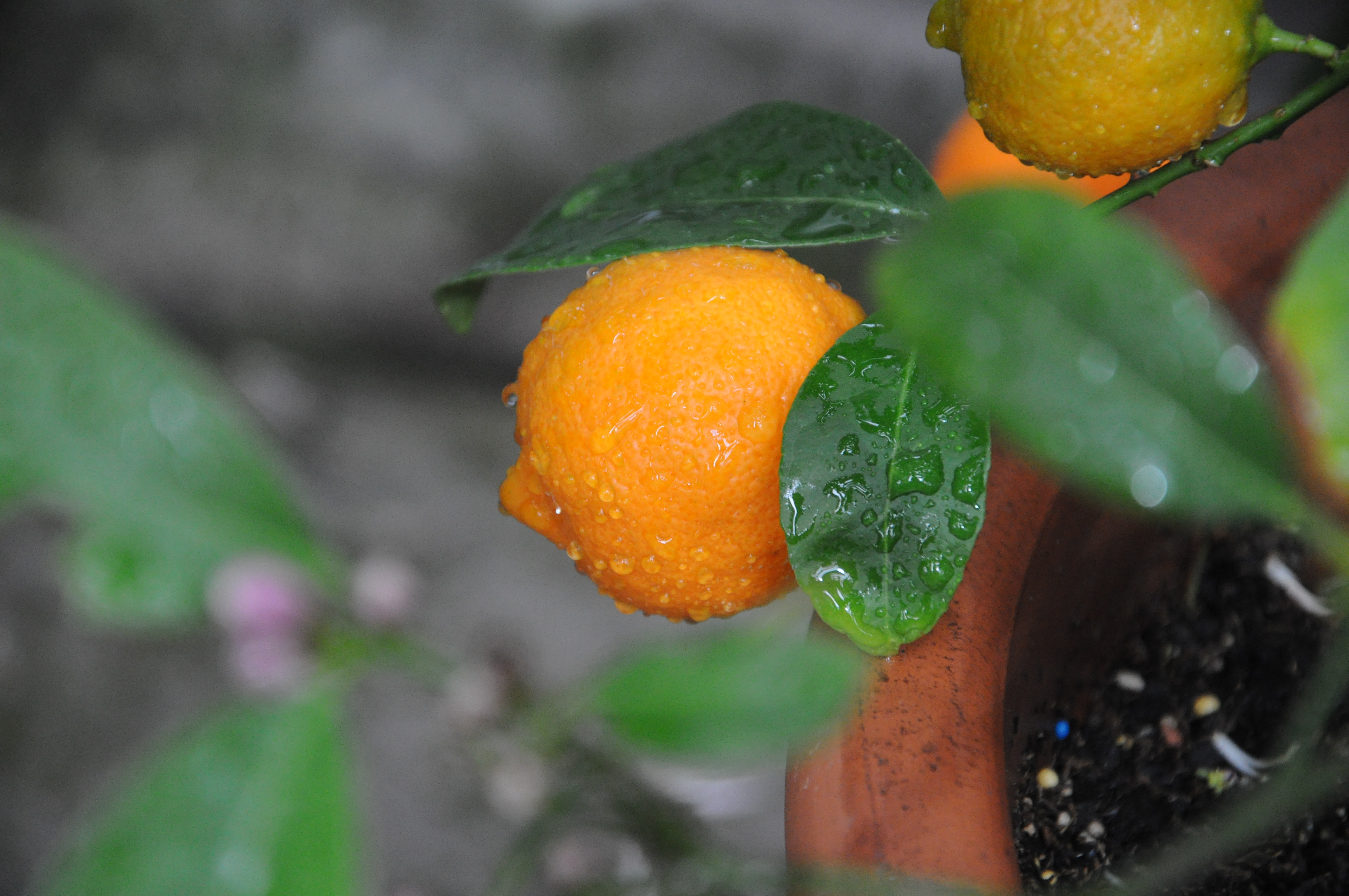
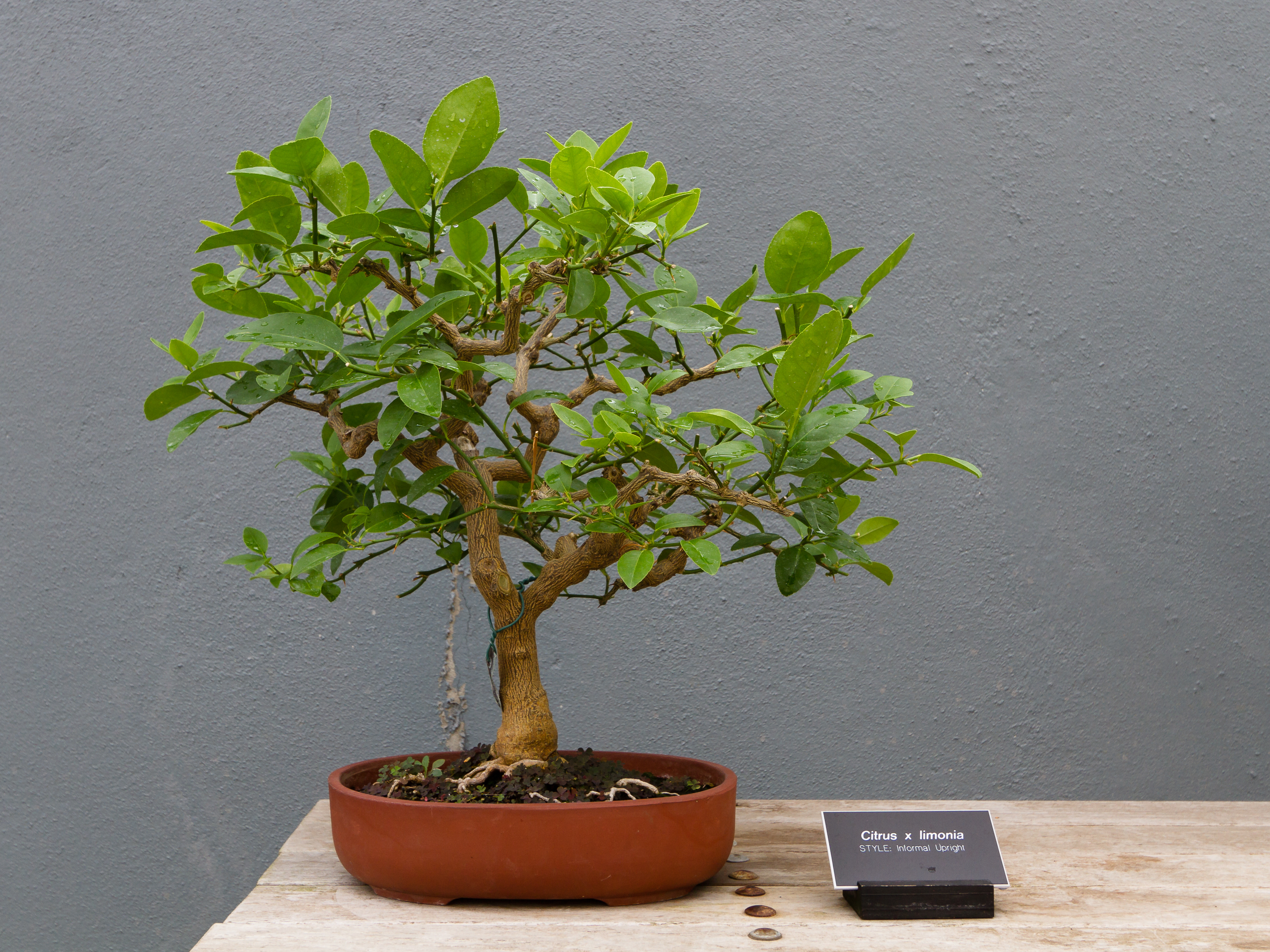